# Georges Ngoma-Nanitélamio
Georges Ngoma-Nanitélamio (7 giugno 1978) è un ex calciatore della Repubblica del Congo, di ruolo attaccante.

## Carriera

### Nazionale
Ha debuttato in Nazionale il 28 novembre 1999, nell'amichevole Repubblica del Congo-Togo (2-1), gara in cui ha siglato la rete del momentaneo 2-0 al minuto 61. Ha partecipato, con la Nazionale, alla Coppa d'Africa 2000. Ha collezionato in totale, con la maglia della Nazionale, nove presenze e quattro reti.

## Statistiche

### Cronologia presenze e reti in Nazionale
| Cronologia completa delle presenze e delle reti in nazionale ― Rep. del Congo | Cronologia completa delle presenze e delle reti in nazionale ― Rep. del Congo | Cronologia completa delle presenze e delle reti in nazionale ― Rep. del Congo | Cronologia completa delle presenze e delle reti in nazionale ― Rep. del Congo | Cronologia completa delle presenze e delle reti in nazionale ― Rep. del Congo | Cronologia completa delle presenze e delle reti in nazionale ― Rep. del Congo | Cronologia completa delle presenze e delle reti in nazionale ― Rep. del Congo | Cronologia completa delle presenze e delle reti in nazionale ― Rep. del Congo |
| Data                                                                          | Città                                                                         | In casa                                                                       | Risultato                                                                     | Ospiti                                                                        | Competizione                                                                  | Reti                                                                          | Note                                                                          |
| ----------------------------------------------------------------------------- | ----------------------------------------------------------------------------- | ----------------------------------------------------------------------------- | ----------------------------------------------------------------------------- | ----------------------------------------------------------------------------- | ----------------------------------------------------------------------------- | ----------------------------------------------------------------------------- | ----------------------------------------------------------------------------- |
| 28-11-1999                                                                    | Libreville                                                                    | Rep. del Congo                                                                | 2 – 1                                                                         | Togo                                                                          | Amichevole                                                                    | 1                                                                             | 61’                                                                           |
| 03-02-2000                                                                    | Kano                                                                          | Tunisia                                                                       | 1 – 0                                                                         | Rep. del Congo                                                                | Coppa d'Africa 2000                                                           | -                                                                             |                                                                               |
| 09-04-2000                                                                    | Malabo                                                                        | Guinea Equatoriale                                                            | 1 – 3                                                                         | Rep. del Congo                                                                | Qual. Mondiali 2002                                                           | 1                                                                             | 15’ 63’                                                                       |
| 23-04-2000                                                                    | Pointe-Noire                                                                  | Rep. del Congo                                                                | 2 – 1                                                                         | Guinea Equatoriale                                                            | Qual. Mondiali 2002                                                           | -                                                                             | 41’                                                                           |
| 01-07-2000                                                                    | Kigali                                                                        | Ruanda                                                                        | 2 – 1                                                                         | Rep. del Congo                                                                | Qual. Coppa d'Africa 2002                                                     | 1                                                                             | Gol                                                                           |
| 09-07-2000                                                                    | Kinshasa                                                                      | RD del Congo                                                                  | 2 – 0                                                                         | Rep. del Congo                                                                | Qual. Mondiali 2002                                                           | -                                                                             | 41’ 75’                                                                       |
| 16-07-2000                                                                    | Pointe-Noire                                                                  | Rep. del Congo                                                                | 5 – 1                                                                         | Ruanda                                                                        | Qual. Coppa d'Africa 2002                                                     | 1                                                                             | 61’                                                                           |
| 03-09-2000                                                                    | Pointe-Noire                                                                  | Rep. del Congo                                                                | 1 – 2                                                                         | Sudafrica                                                                     | Qual. Coppa d'Africa 2002                                                     | -                                                                             | 60’                                                                           |
| 08-10-2000                                                                    | Curepipe                                                                      | Mauritius                                                                     | 1 – 2                                                                         | Rep. del Congo                                                                | Qual. Coppa d'Africa 2002                                                     | -                                                                             | 62’                                                                           |
| Totale                                                                        |                                                                               | Presenze                                                                      | 9                                                                             |                                                                               | Reti                                                                          | 4                                                                             |                                                                               |